# 陶利科查湖 (聖米格爾德考里區)
10°19′54″S 76°44′04″W / 10.33167°S 76.73444°W
陶利科查湖（Tawlliqucha），是秘魯的湖泊，位於該國中部瓦努科大區，由勞里科查省的聖米格爾德考里區負責管轄，處於勞里科查湖東南面。